# Landkreis Mecklenburg-Strelitz
Landkreis Mecklenburg-Strelitz is een voormalig Landkreis in de Duitse deelstaat Mecklenburg-Voor-Pommeren. Het had een oppervlakte van 2090 km². Het lag grotendeels op het grondgebied van het voormalige (groot)hertogdom Mecklenburg-Strelitz, waaraan het zijn naam ontleent.

## Geschiedenis
Mecklenburg-Strelitz ontstond op 12 juni 1994 door de samenvoeging van de toenmalige Landkreisen Neubrandenburg, Neustrelitz en het grootste deel van Strasburg.
Op 4 september 2011 is het samen met het Landkreis Müritz, de kreisfreie stad Neubrandenburg  en delen van het Landkreis Demmin opgegaan in het nieuwe Landkreis Mecklenburgische Seenplatte.

## Steden en gemeenten
Het Landkreis was op het moment van opheffing bestuurlijk in de volgende steden en gemeenten onderverdeeld:
| Amtsvrije gemeenten 1. Feldberger Seenlandschaft (Bestuurscentrum te Feldberg) 2. Neustrelitz, Stad * |

Ämter met deelnemende gemeenten/steden
* = Bestuurscentrum van de Amtsverwaltung
| | | |
| - 1. Amt Friedland 1. Datzetal 2. Eichhorst 3. Friedland, Stad * 4. Galenbeck 5. Genzkow 6. Glienke - 2. Amt Mecklenburgische Kleinseenplatte 1. Mirow, Stad * 2. Priepert 3. Roggentin 4. Wesenberg, Stad 5. Wustrow | - 3. Amt Neustrelitz-Land (Bestuurscentrum te Neustrelitz) 1. Blankensee 2. Blumenholz 3. Carpin 4. Godendorf 5. Grünow 6. Hohenzieritz 7. Klein Vielen 8. Kratzeburg 9. Möllenbeck 10. Userin 11. Wokuhl-Dabelow - 4. Amt Neverin 1. Beseritz 2. Blankenhof 3. Brunn 4. Neddemin 5. Neuenkirchen 6. Neverin * 7. Sponholz 8. Staven 9. Trollenhagen 10. Woggersin 11. Wulkenzin 12. Zirzow | - 5. Amt Stargarder Land 1. Burg Stargard, Stad * 2. Cammin 3. Cölpin 4. Groß Nemerow 5. Holldorf 6. Lindetal 7. Pragsdorf - 6. Amt Woldegk 1. Groß Miltzow 2. Helpt 3. Kublank 4. Mildenitz 5. Neetzka 6. Petersdorf 7. Schönbeck 8. Schönhausen 9. Voigtsdorf 10. Woldegk, Stad * |

## Bestuurlijke herindelingen
Sinds de oprichting van het district in 1994 hebben er diverse bestuurlijke herindelingen plaatsgevonden. Tot op heden betreft het de volgende wijzigingen.

### Amt
- Fusie van de voorheen amtsvrije stad Burg Stargard met het Amt Burg Stargard-Land tot het Amt Stargarder Land op 1 januari 2002.
- Eingliederung der vormals amtsfreien Stadt Friedland in das Amt Friedland op 1 januari 2003.
- Opheffing van het Amt Groß Miltzow, waarbij de gemeenten overgaan naar het Amt Woldegk op 1 januari 2004.
- Fusie van de Ämter Mirow en Wesenberg tot het Amt Mecklenburgische Kleinseenplatte op 1 juli 2004.

### Gemeente
- Annexatie van de gemeenten Bredenfelde, Grauenhagen, Hinrichshagen en Rehberg door Woldegk op 13 juni 1999.
- Samenvoeging van de gemeenten Conow, Dolgen, Lichtenberg, Lüttenhagen en de stad Feldberg tot de gemeente Feldberger Seenlandschaft op 13 juni 1999.
- Annexatie van de gemeente Kreckow door Groß Miltzow op 13 juni 1999.
- Annexatie van de gemeente Pasenow door Helpt op 13 juni 1999.
- Annexatie van de gemeente Strasen door Wesenberg op 1 januari 2000.
- Annexatie van de gemeente Jatzke door Eichhorst op 1 januari 2001.
- Samenvoeging van de gemeenten Dabelow en Wokuhl tot de gemeente Wokuhl-Dabelow op 6 mei 2001.
- Samenvoeging van de gemeenten Ballin, Dewitz en Leppin tot de gemeente Lindetal op 1 januari 2002.
- Annexatie van de gemeente Göhren door Woldegk op 1 januari 2002.
- Opheffing van de gemeente Rödlin-Thurow, waarbij het de Ortsteile Rödlin en Rollenhagen door Blankensee worden geannexeerd en de Ortsteile Thurow en Zinow door Carpin op 1 juli 2002.
- Samenvoeging van de gemeenten Sadelkow en Salow tot de gemeente Datzetal op 1 januari 2003.
- Samenvoeging van de gemeenten Kotelow, Schwichtenberg en Wittenborn tot de gemeente Galenbeck op 1 januari 2003.
- Annexatie van de gemeente Watzkendorf door Blankensee op 1 januari 2004.
- Annexatie van de gemeente Neu Käbelich door Cölpin op 13 juni 2004.
- Annexatie van de gemeenten Brohm en Schwanbeck door Friedland op 13 juni 2004.
- Annexatie van de gemeente Diemitz door Mirow op 13 juni 2004.
- Annexatie van de gemeente Warlin door Sponholz op 13 juni 2004.
- Annexatie van de gemeente Groß Daberkow door Mildenitz op 1 juli 2006.
- Annexatie van de gemeente Teschendorf door Burg Stargard op 27 september 2009.

Bad Doberan · Demmin · Greifswald · Güstrow · Ludwigslust · Mecklenburg-Strelitz · Müritz · Neubrandenburg · Nordvorpommern · Nordwestmecklenburg · Ostvorpommern · Parchim · Rostock · Rügen · Schwerin · Stralsund · Uecker-Randow · Wismar